# 中村登流
中村 登流（なかむら のぼる、1931年3月7日 - 2007年11月19日）は、日本の鳥類学者、上越教育大学名誉教授。

## 略歴・人物
長野県松本市生まれ。長野県松本深志高等学校を経て、1953年に信州大学教育学部を卒業。長野県内で中学校教員として勤務したのち、1963年に信州大学医学部助手。その後、教育学部助教授として教育学部附属志賀自然教育研究施設に勤務。1971年、「エナガの個体群の行動圏構造」で京都大学より理学博士の学位を取得。1968年、日本野鳥学会賞受賞。1982年、信州大学退官、1983年、上越教育大学教授、上越教育大学附属中学校校長など。1996年、定年退官、名誉教授、山階芳麿賞受賞。日本野鳥の会、日本野鳥学会、日本生態学会会員。子供向けの鳥の本を多く書いた。

## 著書
- 鳥のいるけしき 自然を見つめる目 大日本図書 1972 (子ども科学図書館)
- 森のひびき わたしと小鳥との対話 大日本図書 1972 (大日本ジュニア・ブックス ノンフィクション)
- 鳥の社会 思索社 1976
- 鳥のすづくり 小学館 1976.10 (小さな科学者シリーズ)
- 鳥はとぶ 小学館 1976 (小さな科学者シリーズ)
- 野鳥ガイド 村里へ高原へ山頂へ水辺へ 光文社 1977.3 (カッパ・ホームス) のち文庫
- 検索入門野鳥の図鑑 陸の鳥 1-2 保育社 1986.4
- 検索入門野鳥の図鑑 水の鳥 1-2 保育社 1986
- 鳥さんとんで 新日本出版社 1987.2 (新日本動物植物えほん)
- 森と鳥と 信濃毎日新聞社 1988.6 (信州の自然誌)
- エナガの群れ社会 信濃毎日新聞社 1991.7 (信州の自然誌)

## 共著編
- 生態学研究法講座 22 動物社会研究法 坂上昭一,杉山幸丸共著 共立出版 1977.8
- 森と鳥 編 小学館 1977.7 (小さな科学者シリーズ
- 野鳥検索小図鑑 山野の鳥 行田哲夫共著 講談社 1984.4 (ブルーバックス)
- 原色日本野鳥生態図鑑 水鳥編/陸鳥編 中村雅彦共著 保育社 1995

## 注
1. ↑  英文論文では名をToruと記していた。中村雅彦 (2008年2月1日). “中村登流博士の略歴”.   日本鳥学会広報委員会. 2011年7月11日閲覧。
2. ↑  中村雅彦 (2008年2月1日). “中村登流博士の略歴”.   日本鳥学会広報委員会. 2011年7月11日閲覧。

## 参考
- 『現代物故者事典2006-2008』日外アソシエーツ